# José Ángel Berraondo
José Ángel Berraondo Insausti (ur. 4 listopada 1878 w San Sebastián, zm. 11 kwietnia 1950 tamże) – hiszpański piłkarz i trener.

## Życiorys
Przed I wojną światową i tuż po niej był szkoleniowcem Realu Sociedad. W 1927 roku został piątym w historii trenerem najbardziej utytułowanej obecnie drużyny hiszpańskiej, Realu Madryt i prowadził ten klub w jego debiutanckim sezonie ligowym (1928/29 - drugie miejsce w rozgrywkach). Był dwukrotnym selekcjonerem reprezentacji Hiszpanii.